# KeePer技研
KeePer技研株式会社（きーぱーぎけん、英: KeePer Technical Laboratory Co.ltd ）は、愛知県大府市に本社を置く、洗車用ケミカルおよび洗車用機器の開発・製造・販売、コーティング・洗車の技術指導などを行う企業。

## 概要
カーコーティングや手洗い洗車を専門に行う「KeePer LABO」の運営、およびガソリンスタンドなどへの「KeePer PROSHOP」のサービスブランド展開を行っている。また、洗車用ケミカルおよび洗車用機器の開発・製造・販売等を行うメーカーとしての機能も併せ持つ。
2024年4月現在、「KeePer LABO」は直営店116店舗・フランチャイズ店14店舗を展開、「KeePer PROSHOP」は日本全国と海外で6,500店舗以上が運営されている。

## 沿革
- 1985年 - 株式会社タニとして創業[1]。
- 1991年 - 洗車スクールを開始。
- 1993年
  - 2月 - 株式会社タニから分離する形で、アイ・タック技研株式会社を愛知県刈谷市に設立。「KeePre（キーパー）」のブランドを確立。
  - 4月 - 洗車・コーティング技術研修施設第1号となる「中央トレーニングセンター」を刈谷市に開設（2006年に大府市に移転）。
- 1995年5月 - アクアプラス株式会社を設立[2]。
- 1998年7月 - 直営店「洗車屋 快洗隊」1号店を開店[2]。
- 2001年5月 - ドイツSONAX社と提携。
- 2003年2月 - 株式会社快洗隊を設立[2]。
- 2007年
  - 7月 - 株式会社快洗隊、アクアプラス株式会社、有限会社トムテックの3社を吸収合併[2]。
  - 12月 - 有限会社エムズカーケアパフォーマンスを吸収合併[2]。
- 2008年1月 - 社団法人中小企業研究センター賞（現・グッドカンパニー大賞）・新技術事業化推進賞を受賞[2]。
- 2010年4月 - ブランド名を「KeePre」から「KeePer（読み方は同じ）」に、店舗名「快洗隊」を「KeePer LABO（キーパーラボ）」に変更[2]。
- 2014年9月 - KeePer技研株式会社に社名変更[2]。
- 2015年2月 - 東証マザーズ（現・東証グロース）市場に上場[5]。
- 2016年3月 - 東証1部（現・東証プライム）に市場変更[1]。名証（現・名証プレミア）1部に上場[1]。
- 2019年9月 - VTホールディングス株式会社と資本業務提携。VTホールディングスがKeePer技研の議決権所有割合の20.06%の株式を取得し，同社の持分法適用関連会社となる[6]。
- 2021年5月 - 自己株式の買付。VTホールディングスが所有する株式を売却（議決権所有割合の3.54％）。同社の持分法適用関連会社から外れる[7][8]。

## 事業所
- 本社・名古屋営業所・中央トレーニングセンター（愛知県大府市）
- 札幌営業所・札幌トレーニングセンター（北海道札幌市白石区）
- 仙台営業所・仙台トレーニングセンター（宮城県仙台市太白区）
  - 郡山トレーニングセンター（福島県郡山市）
  - 新潟トレーニングセンター（新潟県新潟市中央区）
- 東京営業所・関東トレーニングセンター（埼玉県三郷市）
- 横浜営業所・横浜トレーニングセンター（神奈川県横浜市青葉区）
- 大阪営業所・関西トレーニングセンター（兵庫県神戸市西区）
- 広島営業所・広島トレーニングセンター（広島県広島市安佐北区）
  - 福山トレーニングセンター（広島県福山市）
  - 四国トレーニングセンター（香川県高松市）
- 福岡営業所・福岡トレーニングセンター（福岡県久留米市）
  - 鹿児島トレーニングセンター（鹿児島県鹿児島市）

## スポンサー

### SUPER GT

#### GT500
太文字はメインスポンサー
- 2011年　LEXUS TEAM KRAFT[9]
- 2012年　LEXUS TEAM KeePer Kraft[10][11]
- 2013-2019年　LEXUS TEAM KeePer TOM'S[12][13][14][15][16][17][18]
- 2020-2022年　TGR TEAM KeePer TOM'S[19][20][21]
- 2023年　TGR TEAM ENEOS ROOKIE Racing、TGR TEAM Deloitte TOMʼS、Astemo REAL RACING[22]
- 2024-2025年　TGR TEAM KeePer CERUMO[23]、STANLEY TEAM KUNIMITSU

#### GT300
- 2021-2025年　R&D SPORT

### インタープロトシリーズ
- 2019-2025年　タイトルスポンサー

### テレビ
- RACING LABO SUPER GT+KYOJO（テレビ東京系、2025年4月 - ）※一社提供

## イメージキャラクター
- オリバー・カーン（2009年 - 2011年[24]）
- 阿川佐和子（2012年 - 2014年[25]）
- 吉田沙保里（2017年 - 2018年[26]）

## テレビ番組
- 日経スペシャル カンブリア宮殿 『アルバイトから業界トップに！ "負けない男"格闘の舞台裏』（テレビ東京 2022年5月26日）[27]